# Siu Nim Tau
La Siu Nim Tau o Siu Lim Tao o  Sil Lim Tao  (小念頭 in cinese, piccola idea in Italiano ) è una forma del Wing Chun.
La Siu Nim Tau è una forma a mani nude, l'unica dello stile in cui non compaiono movimenti di gambe e spostamenti ma si esegue restando in posizione Yee Chi Kim Yeung Ma (posizione 'a carattere due' in adduzione in cinese, oppure in alcune associazioni del mondo occidentale, è conosciuta anche con l'acronimo in Inglese I.R.A.S ).
La Siu Nim Tau introduce agli allievi alcuni principi fondamentali del Wing Chun:
- mantenere la linea centrale [Joan-Xian]
- mantenere una posizione stabile corretta della schiena
- far nascere l'energia dal gomito
- l'indipendenza dei movimenti dalla respirazione

L'idea alla base delle versioni più antiche di questa forma, è di praticare con essa un allenamento di Qigong specifico per il Wing Chun usando i movimenti del corpo, soprattutto delle gambe e della colonna vertebrale, ma con il corso degli anni tale concetto è stato fortemente ridotto anche se in molte scuole viene accostato l'insegnamento della pratica dei cosiddetti "esercizi preparatori" derivanti proprio dal Qi gong.
Nella maggioranza delle scuole, essa è la prima forma che viene insegnata agli allievi, date le sue caratteristiche già citate e la maggiore semplicità (è l'unica forma che non richiede di coordinare più movimenti insieme), ma anticamente non era previsto alcun ordine fisso di apprendimento delle forme.

## Fonti
- Leung Ting, Wing Tsun Kuen, Hong Kong, 1978, trad.: Richard Lee, ISBN 962-7284-01-7.